# Trichophthalma waterhousei
Trichophthalma waterhousei är en tvåvingeart som beskrevs av Paramonov 1953. Trichophthalma waterhousei ingår i släktet Trichophthalma och familjen Nemestrinidae. Inga underarter finns listade i Catalogue of Life.